# (43293) Banting
(43293) Banting  es un asteroide perteneciente al cinturón de asteroides, descubierto el 1 de abril de 2000 por John Broughton desde el Observatorio de Reedy Creek, en Australia.

## Designación y nombre
Banting se designó inicialmente como 2000 GU1.
Más adelante fue nombrado en honor al endocrinólogo canadiense Frederick Grant Banting (1891-1941).

## Características orbitales
Banting orbita a una distancia media del Sol de 3,1657 ua, pudiendo acercarse hasta 2,9670 ua y alejarse hasta 3,3645 ua. Tiene una excentricidad de 0,0627 y una inclinación orbital de 5,9858° grados. Emplea en completar una órbita alrededor del Sol 2057 días.

## Características físicas
Su magnitud absoluta es 13,5. Tiene 10,326 km de diámetro. Su albedo se estima en 0,055.